# Чайлдерс, Хью
Хью Чайлдерс (англ. Hugh Culling Eardley Childers; 25 июня 1827, Лондон — 29 января 1896, Лондон) — британский политический деятель. Двоюродный брат писателя Эрскина Чайлдерса.

## Биография
После окончания Кембриджского университета в 1850 году отправился в Австралию, где стал членом правительства колонии Виктории, но в 1857 году возвратился в Англию как представитель колонии.
В 1860 году был избран в парламент, став членом Либеральной партии, от Понтэфракта (сохранял депутатское место до 1885 года). В 1864 году стал гражданским лордом Адмиралтейства, в 1865 году — финансовым секретарём казначейства.
Чайлдерс последовательно занимал несколько значительных постов в различных кабинетах Гладстона. Он был военно-морским министром с 1868 до 1871 года, инициировав в этой должности «политику сокращения расходов». Проблемы со здоровьем вынудили его уйти в отставку с этой должности в 1871 году, но в следующем году он возвратился к работе в правительстве как канцлер герцогства Ланкастер.
С 1880 до 1882 года он был военным министром, но занимал эту должность неохотно; в период пребывания на этом посту ему пришлось отвечать за проведение реформ, которые проводились в военном министерстве в условиях жёсткой экономии, которая являлась тогда частью политики Либеральной партии. В период его руководства министерством произошла египетская война, в которой Чайлдерс действовал с большой энергией, а также Первая англо-бурская война, в которой он и его коллеги показали меньшие успехи.
С 1882 по 1885 год он был министром финансов, и долги за пиво и алкоголь в его бюджете за последний год стали причиной падения правительства.
Побеждённый на парламентских выборах в Понтэфракте, он вернулся как независимый «Home Ruler» (один из нескольких либералов, которые приняли эту политику до изменения взглядов Гладстона) в 1886 году от Южного Эдинбурга и стал министром внутренних дел в кабинете 1886 года (его заместителем был назначен Бродхерст). Когда первый законопроект о гомруле был внесён на рассмотрение, он в частном порядке направил возражение по его финансовым пунктам, и отклонение законопроекта произошло в основном из-за его угрозы отставки.
Он ушёл в отставку с парламентской работы в 1892 году и умер спустя четыре года; его последней работой стало составление отчёта королевской комиссии по ирландским финансовым вопросам, председателем которой он являлся.
Согласно оценкам начала XX века, Чайлдерс был способным и трудолюбивым администратором «старой Либеральной школы» и приложил все усилия, возможные в тогдашних политических условиях, чтобы улучшить управление армией и флотом, пока он возглавлял военное и военно-морское министерство. Больше всего склонностей он имел к финансам, но с его именем не связано ни одной значительной реформы в этой области. Его самым амбициозным планом была попытка провести реформу консолей в 1884 года, но идея завершилась неудачей, хотя и стала основой для последующей реформы в 1888 году.
Похоронен на Бромптонском кладбище в Лондоне.